# ناوفومی تاناکا
ناوفومی تاناکا (انگلیسی: Naofumi Tanaka؛ زادهٔ ۲ نوامبر ۱۹۹۳) بازیکن فوتبال اهل ژاپن است.